# 53 aC

## Esdeveniments

### Armènia
- Artavasdes II és coronat rei d'Armènia.

### República Romana
- Marc Valeri Messal·la i Gneu Domici Calví Màxim II són cònsols.
- Guerra parta:
  - Marc Licini Cras Dives I va saquejar els temples de Polisperms de Frígia i de Jerusalem.
  - Batalla de Carrhae: Derrota dels romans i assassinat de Marc Licini Cras Dives I a mans de Surena.
- Guerra de les Gàl·lies:
  - Juli Cèsar derrota una revolta encapçala per Ambiòrix.
  - Vercingetorix, encapçala una revolta contra el Cèsar a la Gal·lià Central.

## Naixements
- Yang Xiong, filòsof xinès.

## Necrològiques
- Marc Licini Cras Dives I.
- Abgar II príncep d'Osroene.